# Folkwang Universität
La Folkwang Universität (anciennement Folkwang Hochschule) a été une école artistique supérieure allemande, de 1963 jusqu'à 2009 une académie des Beaux-Arts, et depuis 2010 une université d'arts libéraux. L'université est basée à Essen, Duisbourg, Bochum et Dortmund.

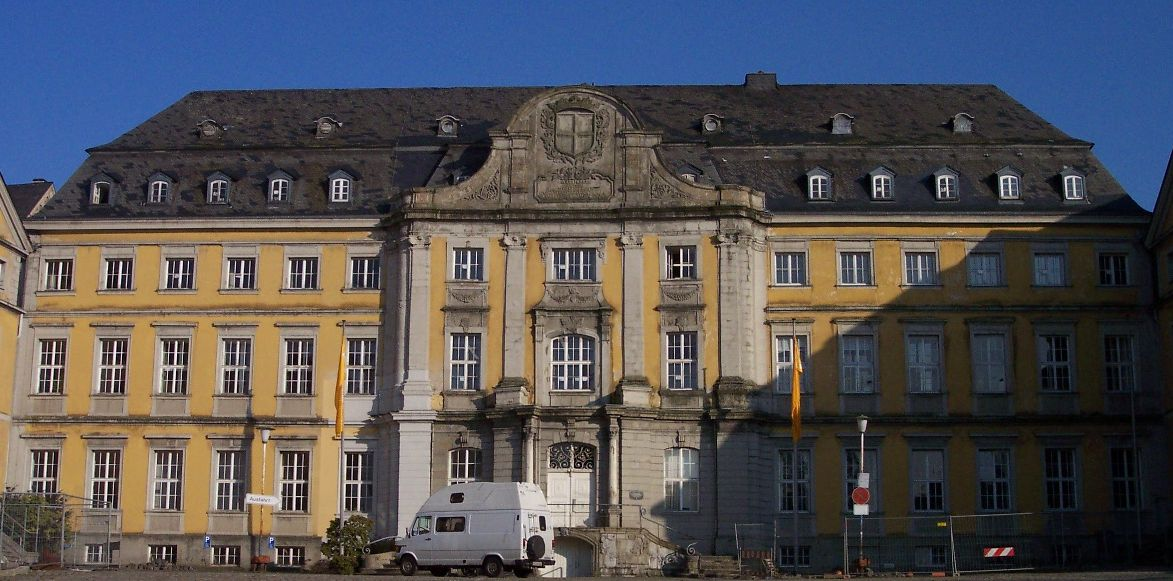
Folkwang Universität (Essen).

Partageant le nom du Musée Folkwang fondé en 1902 à Essen, la Folkwang Schule fut ouverte en 1927 par le directeur d'opéra Rudolf-Schulze Dornburg et par le chorégraphe Kurt Jooss.
Si l'enseignement comprend principalement la danse, la musique et le théâtre, l'école doit surtout sa réputation internationale au développement du département de danse, que Pina Bausch a porté à un degré d'exigence et de qualité unique en Europe.
On y enseigne également les arts graphiques et la photographie. D'avril 1959 jusqu'à sa mort en 1978, Otto Steinert, le fondateur et théoricien de la subjektive fotografie y a enseigné la photographie. Parmi ses étudiants, on peut citer André Gelpke, Guido Mangold, Harry S. Morgan ou encore la Française Françoise Saur, lauréate du Prix Niépce en 1979.
L'université comprend une troupe nommée Folkwang-Tanzstudio (FTS). C'est au sein de cet ensemble que la jeune Pina Bausch fait ses premiers essais chorégraphiques, auprès de Jean Cébron. En 1975, le FTS est dirigé par Susanne Linke et Reinhild Hoffman puis, en 1983, Pina Bausch en reprend la direction. A son décès, Lutz Förster puis Rodolfo Leoni lui succéderont.

## Artistes issus de la Folkwang Universität
- Pina Bausch
- Bernhard Bentgens
- Marco Berrettini
- Fritz Cremer
- la troupe Familie Flöz
- Barbara Freier
- Thomas Gabriel
- Marilén Iglesias-Breuker
- Theo Jörgensmann
- Salome Kammer, violoncelliste, vocaliste
- David Kamp
- Heinz Kiwitz
- Susanne Linke
- Lin Mei-Hong
- Gerd Ludwig
- Andreas Mahl
- Ann Mandrella
- John McGuire, compositeur
- Uli Meisenheimer
- Carlos Orta
- Jürgen Prochnow (1941–), acteur
- Karl Ridderbusch
- Armin Rohde (1955-), acteur
- Thomas Ruff
- Stefanie Schneider
- Peter Schwickerath (1942–), sculpteur
- Harald Siepermann, animateur
- Anton Stankowski
- Günther Strupp
- Raphael Thoene
- Graham Waterhouse, compositeur et violoncelliste
- Dirk Weiler
- Wen Hui
- Wanda Golonka
- Henrietta Horn